# Portrait de Gladys Deacon
Le Portrait de Gladys Deacon est une peinture à l'huile sur toile (84,5 × 59,5 cm) du peintre italien Giovanni Boldini datée de 1916. Elle est conservée au palais de Blenheim à Woodstock (Angleterre).

## Histoire
On raconte que Gabriele D'Annunzio se serait évanoui devant la beauté de Gladys Marie Deacon, une richissime Américaine qui partageait sa vie entre Paris, Florence et Londres. À l'âge de quatorze ans, fascinée par les fiançailles de Consuelo Vanderbilt avec Charles Spencer-Churchill, Gladys se promet d'épouse celui-ci un jour, ce qu'elle fera en 1921.

## Analyse
Dans se portrait hors des gonds, ainsi qu'aurait dit Sem, Boldini se laisse aller à toute l'exubérance de sa créativité. La pose serpentine et légèrement déséquilibrée de la jeune femme, dans une robe de soirée légère, un éventail en plumes d'autruche à la main, met en valeur la sinuosité de son corps et son immense décolleté. Cernée de coups de pinceaux impétueux, la figure semble se déplacer dans l'espace comme dans les photographies du futuriste Anton Giulio Bragaglia. Les formes surprenantes qui s'étalent autour d'elle la transforment en une étrange femme-cygne, créature mi-humaine, mi-animale .